# Fuck wit Dre Day (and Everybody's Celebratin')
 (février 2024).
Si vous disposez d'ouvrages ou d'articles de référence ou si vous connaissez des sites web de qualité traitant du thème abordé ici, merci de compléter l'article en donnant les références utiles à sa vérifiabilité et en les liant à la section « Notes et références ».
Singles par Dr. Dre
Nuthin' but a 'G' Thang
(1992) Let Me Ride
(1993)
Fuck wit Dre Day (and Everybody's Celebratin') est une chanson sortie en 1993 par le rappeur West Coast américain Dr. Dre, extraite de son album The Chronic. Il s'agit de ce que l'on appelle une diss song et qui est adressée au rappeur Eazy-E. À noter que Dr. Dre et Eazy étaient très amis et faisaient tous deux partis du groupe N.W.A, avant d'entamer chacun une carrière solo, de se brouiller, puis de se réconcilier quelques jours seulement avant la mort de Eazy. De plus, cette chanson comporte également des références à Ice Cube dans le sixième couplet qui était connu pour porter une casquette des Sox et pour être né et avoir grandi à South Central.

## Protagonistes
• Dr.Dre : chant, Synthétiseur, batterie , scratching
• Snoop Dogg : chant, parolier
• Colin Wolfe : clavier basse, Rhodes, Guitare, Violon